# مملكة باغان القديمة
كانت مملكة باغان القديمة دولة-مدينة وجدت في الألفية الميلادية الأولى قبل ظهور إمبراطورية باغان في منتصف القرن الحادي عشر. تذكر السجلات البورمية تأسيس المملكة في القرن الثاني الميلادي. كان مقر سلطة المملكة الصغيرة يقع في كل من أريماديانا، وتيري بييسايا، وتامباوادي حتى سنة 849 ميلادية عندما انتقلت إلى باغان.
يظهر التأريخ بالكربون المشع أن أقدم مستوطنة بشرية في منطقة باغان تعود إلى أواسط القرن السابع الميلادي. وجدت إلى جانب دول مدينة بيو التي هيمنت على بورما العليا. وجدت دولة-مدينة باغان، حسب الإجماع المعرفي السائد، إلى منتصف القرن التاسع على يد البرماويين من مملكة نانزهاو. توسع البرماويون في باغان في مجال الزراعة القائمة على الري، في حين استعاروا الكثير من ثقافة بيو التي تطغى عليها البوذية. كانت واحدة من العديد من مدن-الدولة المتنافسة في مملكة بيو حتى أواخر القرن العاشر عندما بدأت المقاطعة ساتيعاب الولايات المحيطة بها. تسارع التوسع في خمسينيات وستينيات القرن العشرين بعد تأسيس الملك آناوراهتا إمبراطورية باغان، وهي أول عملية توحيد على الإطلاق لوادي إيراوادي ومحيطه.

## دراسات

### مستوطنة في مملكة بيو
تؤكد الدراسات الحديثة أن تأسيس سلالة باغان الحاكمة كان على يد البرمانيين ممن مملكة نانزهاو في منتصف وأواخر القرن التاسع الميلادي؛ وتحوي الأجزاء الأولى من السجلات التاريخية تواريخ وأساطير شعب بيو، الذي يعد أول قاطني بورما الذين لا تزال سجلاتهم موجودة حتى اليوم؛ ضم ملوك باغان تواريخ بيو وكأنها ملكهم.
يعيد التأريخ بالكربون المشع أقدم مستوطنة بشرية في باغان إلى 650 ميلادية. ولكن لا دليل حاسم يؤكد أنها كانت مستوطنة بورمية على وجه الحصر، وليست مجرد مستوطنة بيو أخرى. كانت مستوطنة القرن السابع جزءًا من مملكة بيو، التي كانت آنذاك موجودة في وادي إيراوادي منذ القرن الثاني قبل الميلاد. (تظهر الأدلة الأثرية أنه في القرن الثاني قبل الميلاد، أنشأت بيو أنظمة لإدارة المياه على طول المجاري النهرية الثانوية في الأجزاء الوسطى والشمالية من حوض إيراوادي، وأسست إحدى أولى المراكز الحضرية في جنوب شرق آسيا. بحلول أولى القرون الميلادية، ظهرت عدة مدن محاطة بالأسوار. تشير الأدلة المعمارية والفنية إلى تواصل مملكة بيو مع الثقافة الهندية بحلول القرن الرابع الميلادي. امتازت دول-المدينة بملوك وقصور وخنادق وبوابات خشبية ضخمة، وضمت 12 بوابة لكل من الأبراج الفلكية، وكان ذلك النمط الذي استمر حتى الاحتلال البريطاني. ظهرت سريلانكا في القرن السابع الميلادي دولة-مدينة رئيسية في بيو. رغم نمو حجم دول-المدن إلى جانب التنظيم السياسي فيها خلال الفترة بين القرنين السابع والتاسع، إلا أنه لم تنشأ مملكة كبيرة حتى القرن التاسع.

### وصول المرانما (البورمانيين)
حسب إعادة التمثيل التي قام بها غوردون هانينغتون لوس، انهارت مملكة بيو التي قامت على مدى ألفية كاملة تحت الهجمات المتكررة التي شنتها مملكة نانزاهو في مقاطعة يونان الصينية اليوم بين خمسينيات القرن الثامن وثلاثينيات القرن التاسع. مثل البيو، يعتقد أن الموطن الأصلي لبورمان قبل إقليم يونان هو المنطقة التي تمثل مقاطعتي تشينغهاي وغانسو في الوقت الحاضر. بعد أن أضعفت هجمات نانزهاو بشدّة دول-مدن بيو، دخلت أعداد كبيرة من المحاربين البورميين وأسرهم إلى مملكة بيو لأول مرة في الثمانينات والأربعينيات واستقروا في ملتقى نهري إيراوادي وتشيندوين، ربما لمساعدة نانزهاو على تهدئة الريف المحيط. في الواقع، تشابه نظام تسمية أول ملوك باغان -بيوساوتي وذريته لستة أجيال- بشكل مطابق مع نظيره بالنسبة لملوك نانزهاو، حيث يصير اسم عائلة الأب هو الاسم الشخصي للابن.